# 楊義貞
楊義貞（？—1080年），大理國大臣，楊允賢之子。1080年，楊義貞弒大理国第十二世皇帝·上德帝段廉義，自立为广安皇帝。四个月后清平官高昇泰受其父鄯阐侯高智昇之命率東方兵马攻滅楊義貞，拥立段廉义侄段寿輝為大理第十三世皇帝。

## 年號
雲南文獻大多記載楊義貞自號「廣安皇帝」，並未建元，僅倪輅《南詔野史》記載楊義貞改元「廣安」，《白古通紀淺述》記載年號是「德安」。